# Superboy (Kon-El)
Pour les articles homonymes, voir Superboy (homonymie).
Superboy, aussi connu par son nom kryptonien Kon-El et son alias humain Conner Kent, est un personnage de fiction et un super-héros appartenant à l'univers de DC Comics. Créé par le scénariste Karl Kesel et le dessinateur Tom Grummett, le personnage apparaît pour la première fois dans le comic book Adventures of Superman #500 de juin 1993.

## Biographie du personnage
Clone de Superman créé à partir de l'ADN de Superman mélangé à de l'ADN humain par le Projet Cadmus, Superboy apparut à la suite de la saga la Mort de Superman (en 1993). Ce jeune héros arrogant pouvait voler comme son modèle, et possédait une télékinésie tactile. 
Après le retour de Superman, celui-ci prit Superboy sous son aile, allant même jusqu'à lui donner un nom kryptonien : Kon-El. Superboy eut droit à sa propre série Superboy (de 1994 à 2002, cent numéros parus) et fut membre fondateur de l'équipe des Young Justice (Young Justice, 55 numéros parus de 1998 à 2003).
Désormais hébergé par les Kent sous l'identité de Conner Kent, il a fait usage de la vision thermique de son modèle dans les pages de la deuxième série Teen Titans (2003-2006) dans laquelle il a également été révélé que pour le concevoir, l'ADN de Superman avait été mélangé à celui de Lex Luthor, son ennemi.
Dans le crossover Infinite Crisis (publié en 2005 et 2006 aux États-Unis), il trouve la mort en combattant contre le Superboy-Prime (la version Terre-Prime de Superboy, devenue un vrai sociopathe). Il est alors vu comme un symbole et les héros se ressoudent autour de ce tragique évènement. Sa mort cause le chagrin de sa petite amie (Cassie Sandmark alias Wonder Girl). Son ami Tim Drake (troisième Robin) essaye même de le cloner, sans succès.
Il fut depuis sauvé par la légion des Super-héros dans la mini série Legion of Three Worlds, car ils avaient besoin de lui pour des événements à venir. Ils le ressuscitèrent au XXXIe siècle après qu'une équipe de la LSH présente au XXIe siècle a placé sa dépouille dans un régénérateur (de la même manière que Superman avait été ressuscité en 1994). Au bout de 1000 ans Superboy se réveilla et put retourner au XXIe siècle aider à résoudre le conflit des trois légions.
Depuis, il a de nouveau rejoint les Teen Titans et des aventures l'attendent du côté de Smallville dans le comics Superboy débutant en novembre 2010.

## Apparition dans d'autres médias

### Smallville
Dans la série télévisée Smallville, Superboy apparait dans les épisodes 1, 2, 5, 6, 10, 13 et 16 de la saison 10. Il est découvert par Tess Mercer dans les laboratoires de Cadmus et est le dernier né des clones de Lex Luthor, il est alors joué par Jakob Davis. Tess Mercer, pour se racheter une conscience à la suite de ses crimes passés, décide de l'adopter et lui donne le nom d'Alexander. Étant un clone, il grandit très rapidement au Manoir Luthor et a une haine contre le Flou qui se développe de manière exponentielle. Voyant qu'il devient incontrôlable, Tess décide de l'enfermer dans les laboratoires de Cadmus mais il s'en échappera et ira se terrer dans les bas-fonds de Metropolis (joué par Connor Stanhope). C'est le Lionel Luthor venu d'un monde alternatif qui le retrouvera et qui tentera d'exploiter ses capacités à des fins personnelles mais Tess Mercer parviendra avec l'aide de Clark à le récupérer. Comprenant qu'Alexander (joué par Lucas Grabeel) devient de plus en plus incontrôlable et de plus en plus violent, elle décide de le tuer en lui injectant du cyanure mais n'y parvient pas, la seringue se cassant. Elle découvre qu'Alexander est en réalité le résultat d'un croisement de l'ADN de Lex Luthor avec celui de Clark qui permet de stopper le vieillissement physique de l'adolescent, elle le rebaptise Conner et le fait loger à la ferme des Kent.

### La Ligue des justiciers: Nouvelle Génération
Dans cette série, Superboy est un clone de Superman créé par le Projet Cadmus, destiné à remplacer Superman si ce dernier venait à mourir ou le tuer s'il devenait une menace. Âgé de quelques semaines au début de la série, il est trouvé par Robin, Kid Flash et Aqualad qui voulaient à l'origine éteindre un incendie aux laboratoires. Après s'être échappé, il sera un des membres fondateurs de l'équipe, mais aura beaucoup de mal à s'y intégrer et à s'ouvrir aux autres. Contrairement à Superman, il n'a pas accès à la totalité de ses pouvoirs kryptoniens : il ne possède que la force surhumaine et la résistance. Il est incapable de voler et ne peut faire que des grands bonds, et n'a non plus accès à la vision thermique. Il apprendra plus tard qu'il possède l'ADN de Lex Luthor en plus de celui de Superman, et que c'est cet ADN qui bloque ses pouvoirs kryptoniens.
C'est Miss Martian, qui lui donnera le nom de "Conner" (qui est le nom porté par le petit ami de Megan, héroïne d'une série télé qu'elle affectionne), le "Kent" viendra de Martian Manhunter, d'après le nom civil de Superman.
Dans la saison 2, il remarque que M'Gann a commencé à faire un usage excessif de ses pouvoirs télépathiques : elle n'hésite pas à forcer l'esprit de leurs ennemis pour obtenir des informations, allant jusqu'à les lobotomiser. Lorsque Superboy lui manifeste son désaccord, elle tente d'altérer l'esprit de son compagnon, mais il s'en rend compte et rompt avec elle, révolté. Dans la saison 3, ils se réconcilient et se fiancent.

### Reign of the Supermen
À la suite des évènements de la mort de Superman, quatre nouveaux "Supermen" apparaissent. Superboy est l'un d'eux, et tout comme dans le comics d'origine, il est un clone de Superman et de Lex Luthor, conçu pour remplacer l'homme d'acier. Luthor tente de le présenter comme le nouveau Superman, mais le caractère impulsif et vantard du jeune clone n'aide pas vraiment à la crédibilité. Il va épauler la Ligue des justiciers, durant une attaque des paradémons sur la présidente des États-Unis, mais essuiera un cuisant échec résultant de la mort apparente de toute la Ligue. Il apprendra plus tard sa vraie nature et en sera dévasté. Il désobéira à Luthor et rejoindra Superman, tout juste ressuscité, à la forteresse de la solitude. Il combattra aux côtés de Steel contre les soldats de Cyborg Superman pour empêcher l'invasion de Darkseid. A la fin du film, il est adopté par les Kent sous le nom de Conner.
Il apparaît également dans Justice League Dark: Apokolips War, qui se situe dans le même univers.